# Letrouitia domingensis
Letrouitia domingensis är en lavart som först beskrevs av Christiaan Hendrik Persoon, och fick sitt nu gällande namn av Hafellner & Bellem. Letrouitia domingensis ingår i släktet Letrouitia och familjen Letrouitiaceae.   Inga underarter finns listade i Catalogue of Life.